# Rytmika miarowa
Rytmika miarowa odznacza się jednostajnością i podkreśleniem/zaznaczeniem miar taktu.
Rytmika miarowa występuje np. w najprostszych utworach lub dyktandach muzycznych w szkołach muzycznych. Podkreślenie miar taktu zależy od wyznaczonego w utworze muzycznym metrum.